# Nom d'élément de donnée
Ne doit pas être confondu avec Nom des éléments chimiques.
un nom d'élément de donnée est un nom donné à un élément de donnée, par exemple dans un dictionnaire de données ou un registre de métadonnées.
Dans un dictionnaire de données, il y a souvent une exigence selon laquelle deux éléments ne peuvent pas avoir le même nom, afin que le nom d'élément puisse devenir un identifiant, bien que certains dictionnaires de données puissent fournir des moyens de qualifier le nom d'une certaine façon, par exemple par le système applicatif ou un autre contexte dans lequel il intervient.
Dans un dictionnaire de données attaché à une base de données, le nom d'élément pleinement qualifié peut devenir la clé primaire, ou une clé alternative, d'une table d'éléments du dictionnaire de données.
Le nom d'élément doit typiquement se conformer aux conventions de nommage de la norme ISO/CEI 11179 de registre de métadonnées et a au moins trois parties :
- Objet ;
- Propriété ;
- et terme de représentation.

Beaucoup de standards demandent l'utilisation de camel case pour différencier les composants d'un nom d'élément.
C'est le standard utilisé par ebXML, et, aux États-Unis, par GJXDM (en) et le NIEM (en).